# Municipio de Troy (condado de DeKalb)
El municipio de Troy (en inglés: Troy Township) es un municipio ubicado en el condado de DeKalb en el estado estadounidense de Indiana. En el año 2010 tenía una población de 304 habitantes y una densidad poblacional de 7,88 personas por km².

## Geografía
El municipio de Troy se encuentra ubicado en las coordenadas 41°28′54″N 84°49′49″O / 41.48167, -84.83028. Según la Oficina del Censo de los Estados Unidos, el municipio tiene una superficie total de 38.6 km², de la cual 38,6 km² corresponden a tierra firme y (0 %) 0 km² es agua.

## Demografía
Según el censo de 2010, había 304 personas residiendo en el municipio de Troy. La densidad de población era de 7,88 hab./km². De los 304 habitantes, el municipio de Troy estaba compuesto por el 99,34 % blancos, el 0,33 % eran afroamericanos, el 0,33 % eran amerindios. Del total de la población el 0,33 % eran hispanos o latinos de cualquier raza.